# Hồng Bàng (phường)
Hồng Bàng là một phường nằm tại trung tâm thành phố Hải Phòng.

## Địa lý
Phường Hồng Bàng có vị trí địa lý:
- Phía bắc giáp phường Thủy Nguyên và phường Thiên Hương.
- Phía nam giáp phường An Hải, phường An Biên, phường Lê Chân và phường Gia Viên.
- Phía đông giáp phường Ngô Quyền.
- Phía tây giáp phường Hồng An và phường An Dương.

## Lịch sử
Địa giới phường Hồng Bàng đa phần thuộc quận Hồng Bàng, thành phố Hải Phòng.
Ngày 16 tháng 6 năm 2025, Ủy ban Thường vụ Quốc hội bàn hành Nghị quyết sắp xếp các đơn vị hành chính cấp xã thuộc thành phố Hải Phòng năm 2025. Theo đó, sắp xếp toàn bộ diện tích tự nhiên, quy mô dân số của các phường Hoàng Văn Thụ, Minh Khai, Phan Bội Châu, Thượng Lý, Sở Dầu, Hùng Vương và một phần diện tích tự nhiên của phường Gia Viên thành phường mới có tên gọi là phường Hồng Bàng.
Căn cứ theo đề án sắp xếp đơn vị hành chính cấp xã của thành phố Hải Phòng năm 2025, phường Hồng Bàng được thành lập từ:
- Toàn bộ diện tích tự nhiên là 0,49 km² và quy mô dân số là 13.959 người của phường Hoàng Văn Thụ;
- Toàn bộ diện tích tự nhiên là 0,57 km² và quy mô dân số là 6.978 người của phường Minh Khai;
- Toàn bộ diện tích tự nhiên là 0,29 km² và quy mô dân số là 9.457 người của phường Phan Bội Châu;
- Toàn bộ diện tích tự nhiên là 2,98 km² và quy mô dân số là 48.070 người của phường Thượng Lý;
- Toàn bộ diện tích tự nhiên là 3,34 km² và quy mô dân số là 19.123 người của phường Sở Dầu;
- Toàn bộ diện tích tự nhiên là 4,32 km² và quy mô dân số là 15.613 người của phường Hùng Vương;
- Một phần diện tích tự nhiên là 0,12 km² phường Gia Viên, quận Ngô Quyền.

Tên gọi phường Hồng Bàng kế thừa tên gọi của quận Hồng Bàng trước đây.